# STS-9
STS-9 (englisch: Space Transportation System) ist eine Missionsbezeichnung für das US-amerikanische Space Shuttle Columbia (OV-102) der NASA. Der Start erfolgte am 28. November 1983. Es war die neunte Space-Shuttle-Mission und der sechste Flug der Raumfähre Columbia.

## Mannschaft
- John Young (6. Raumflug), Kommandant
- Brewster Shaw (1. Raumflug), Pilot
- Owen Garriott (2. Raumflug), Missionsspezialist
- Robert Parker (1. Raumflug), Missionsspezialist
- Byron Lichtenberg (1. Raumflug), Nutzlastspezialist
- Ulf Merbold (1. Raumflug), Nutzlastspezialist  ESA/ Deutschland

John Young führte als erster Raumfahrer den sechsten Flug durch. Erstmals bei einem Space-Shuttle-Flug hatte außer dem Kommandanten noch ein anderes Besatzungsmitglied (Owen Garriott) Weltraumerfahrung. Bei späteren Flügen, beginnend ungefähr mit STS-41-G, wurde dies sukzessive zum Regelfall.

### Ersatzmannschaft
- Michael Lampton , Nutzlastspezialist, für Byron Lichtenberg
- Wubbo Ockels, Nutzlastspezialist  ESA/, für Merbold

Bei diesem Flug waren erstmals Nutzlastspezialisten an Bord. Dieser neue Typ von Raumfahrer gehörte nicht dem NASA-Astronautenkorps an und wurden auch nicht von der NASA diesem Flug zugewiesen. Im Dezember 1977 hatte die ESA zwei europäische Wissenschaftler als Kandidaten nominiert, im Mai 1978 benannte die SL-1 Investigators Working Group (IWG) zwei US-Wissenschaftler. Die vier Nutzlastspezialist-Kandidaten durchliefen eine kürzere Ausbildung als die NASA-Astronauten, waren aber ab Januar 1982 in Vollzeit mit der Vorbereitung des Fluges beschäftigt. Die IWG bestimmte am 1. Oktober 1982 Byron Lichtenberg für die Hauptbesatzung und Michael Lampton als Ersatzmann. Zuvor hatte die ESA Ulf Merbold für die Hauptbesatzung und Wubbo Ockels als Reserve nominiert.

## Missionsüberblick & Wissenschaftliche Arbeiten

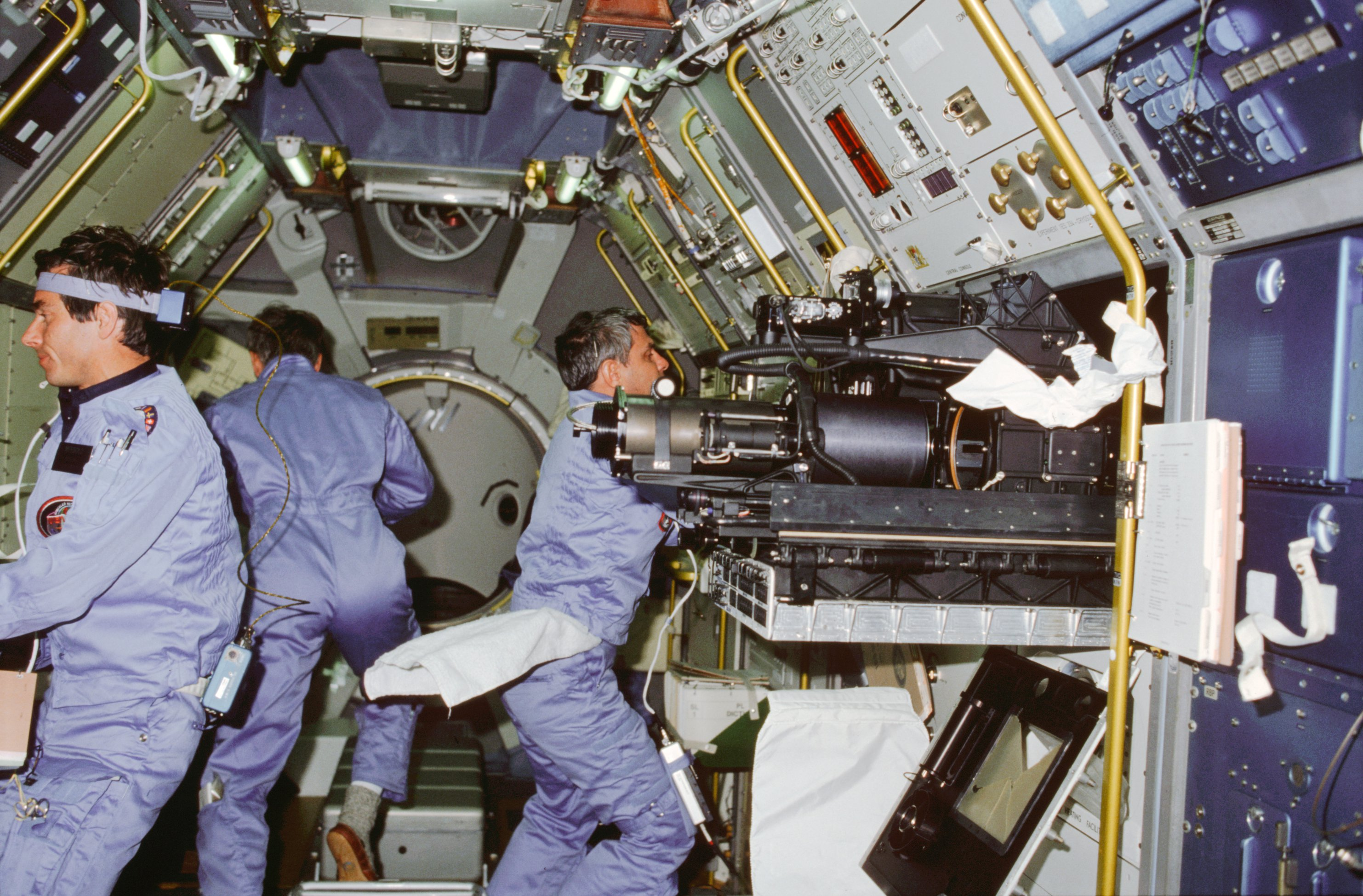
Ulf Merbold, Byron K. Lichtenberg und Robert A. R. Parker im Spacelab 1-Modul. Im Vordergrund das ausgefahrene Fluid Physics Module für die Experimente ES 326–339 unterhalb des Kryostaten für ES 334 zur Proteinkristallisation

Auf diesem Flug wurde erstmals das Spacelab-Modul mit ins All genommen, das eine Vielzahl von Experimenten unterstützen konnte. Der Deutsche Ulf Merbold nahm als erster ESA-Astronaut an der Mission teil und wurde dadurch der erste Nicht-Amerikaner an Bord eines US-Raumschiffes. Es wurden auf diesem Flug auch erstmals sechs Astronauten ins All befördert.
Der Start war ursprünglich für den 30. September geplant, musste wegen technischer Probleme jedoch auf den 28. November verschoben werden.
Das wissenschaftliche Missionsziel bestand in der Durchführung von über 70 Experimenten aus acht Disziplinen: Astronomie (3), Sonnenphysik (3), Erdbeobachtungstechniken (2), Atmosphärenwissenschaften (4), Plasmaphysik der Ionosphäre (6), Biowissenschaften (16), Materialwissenschaften (37) und Raumfahrttechnik (1).
Mit Hilfe eines Gitterspektrometers, welches das Licht der Sonne als Lichtquelle über ein Cassegrain-Teleskop bündelt und in das Gerät leitet, sind Nachweis und Quantifizierung von Methan in der Mesosphäre gelungen. Die Konzentration von Methan in der Mesosphäre wurde von den Wissenschaftlern als Model für die Stärke und Geschwindigkeit von Transportprozessen innerhalb der Erdatmosphäre genutzt, da es in der Stratosphäre effektiv oxidiert wird. Darüber hinaus wurden die Moleküle NO/NO2 und HCl/HF in der Stratosphäre nachgewiesen. Mit einem weiteren Spektrometer, das für die Messung der schwachen Lyman-α-Emissionlinien durch Vorschalten einer mit Wasserstoff und Deuterium gefüllten Kammer optimiert wurde, konnte Deuterium in der Thermosphäre nachgewiesen werden.
Ein Schwerpunkt der Materialforschung während der Mission bestand darin, das Verhalten von Fluiden in der Schwerelosigkeit zu untersuchen. Dazu gehörte u. a die Dämpfung der Oszillation von Flüssigkeiten, das Konvektionsverhalten, das Benetzungsverhalten und die Stabilität von Flüssigkeitsbrücken. Diese Arbeiten wurden mit dem Fluid Physics Modul (FPM) durchgeführt. Allgemein wurde bei Experimenten zum Kapillareffekt festgestellt, dass die Eindringgeschwindigkeiten von Flüssigkeiten kleiner und die dynamischen Randwinkel bei der Benetzung größer sind. Außerdem können sich unter Mikrogravitation Flüssigkeitsbrücken über deutlich größere Distanzen aufbauen und daher mehr Volumen fassen als auf der Erde, wodurch die Analyse der Prozesse erleichtert wird. Dazu wurde im FPM eine Flüssigkeitsbrücke aus Silikonöl zwischen zwei Scheiben unterschiedlicher Temperatur (eine Seite auf bis zu 60 °C) hergestellt. Anhand des Temperaturgradienten wurde die Marangoni-Konvektion ohne störenden Anteil der gravitationsbedingten Konvektion untersucht. Das durch die Marangoni-Konvektion erzeugte Strömungsmuster konnte durch reflektierende Mikrokügelchen erfolgreich visualisiert und dokumentiert werden.
Diese Experimente dienten auch als Simulation zum Verständnis von Prozessen, die bei der Herstellung von speziellen Legierungen stattfinden. Während der Erstarrung/Kristallisation der Schmelze einiger Legierung findet eine Entmischung der Komponenten zu einem Gefüge statt, in dem die Legierungsbestandteile mit hoher Atommasse in Richtung der Gravitation „sedimentiert“ sind. Mit einem Schmelzofen (Halogenlampen-betriebener Spiegelofen) wurde das Kristallisationsverhalten anhand einer Zink-Blei-Legierung untersucht. Als Ergebnis wurden sehr homogene Gefüge erhalten, bei denen sich allerdings im Vergleich zu den irdisch erstarrten Schmelzen, 10-fach größere Bleipartikel in der Legierung ausbildeten. Auch der Kristallisationsprozess von elementarem Silizium wurde von den Wissenschaftlern an Bord untersucht.
Weiterhin konnten im Spacelab erheblich größere Proteinkristalle der Proteine Lysozym (0,7 mm) und β-Galactosidase (1,7 mm) gezüchtet werden. Bei den Arbeiten wurde nachgewiesen, dass sich durch das Fehlen von Konvektionsprozessen im Puffer ebenfalls die Zeit bis zur Bildung erster Kristalle stark verringerte. Die Herstellung ausreichend großer Kristalle war für die Strukturaufklärung von Enzymen wie β-Galactosidase, dessen Tertiärstruktur zur Zeit der Mission unbekannt war, von großer wissenschaftlicher Bedeutung.
Neben einigen Experimenten zum Einfluss der Schwerelosigkeit auf das Gleichgewichtsorgan und dessen Auswirkungen auf die Koordination (Raumkrankheit), wurden auch Mikroorganismen und Lymphozyten unter extremen Bedingungen untersucht. Sporen von Bacillus subtilis wurden im Vakuum auf verschiedene UV-Bandpässe (220–280 nm) gefiltertes Licht der Sonne ausgesetzt, wobei eine höhere Mutationsrate und verringerte Sporulationrate (nach der Exposition) gegenüber den Kontrollen ohne Vakuum-Exposition festgestellt wurde. Die Schwerelosigkeit wirkte sich negativ auf die Proliferationsrate und das Differenzierungsverhalten der Lymphozyten aus, wodurch wichtige Hinweise zum Zusammenhang zwischen Gravitation und der Funktionalität des Immunsystems abgeleitet werden konnten.
Darüber hinaus wurden von H. Hamacher und Ulf Merbold mittels eines G-Sensors Untersuchung zum Einfluss verschiedener physikalischer Parameter (z. B atmosphärischer Strömungswiderstand, Gezeitenkräfte) und Funktionselemente (Korrekturdüsen, Wasserpumpen, Mechatronik, Operatoren) der Columbia und des Spacelabs selbst auf die wissenschaftlichen Experimente durchgeführt. Es wurde festgestellt, dass abgesehen von der Relativbeschleunigung durch die notwendigen Kurskorrekturen während der Mission, vor allem die Bewegung der Crew, wenn sie mit Elementen des Spacelabs interagierten, sowie Motoren und bewegliche mechanische Elemente den G-jitter verursachten. Aus den Erkenntnissen wurde für zukünftige Missionen eine räumliche Trennung bzw. technische Isolierung bestimmter Versuchsapparaturen abgeleitet.

## Probleme mit dem Computer und den APUs
Fünf Stunden vor dem Wiedereintritt beim Ausrichten des Shuttle stürzte, während die RCS-Steuerdüsen gezündet wurden, einer der Navigationscomputer (GPC) ab. Einer der drei Backup-GPCs wurde automatisch aktiviert und übernahm die Regelung der RCS-Steuerdüsen. Ein paar Minuten später stürzte ein weiterer GPC ab, bis der dritte erfolgreich neu gestartet werden konnte. Young verzögerte die Landung um vier Orbits und ließ das Shuttle vorerst frei driften. Der zusätzliche Ausfall von IMU-1 wurde für den Wiedereintritt als unkritisch bewertet, sodass fast 8 Stunden später als geplant nach dem 166. Orbit mit dem Manöver begonnen wurde. Später erklärte er: „Hätten wir zu diesem Zeitpunkt die Backup Flight Software aktiviert, wäre das Resultat ein Totalverlust des Orbiters und der Crew gewesen.“ Eine Untersuchung nach dem Flug ergab, dass die GPCs ausfielen, als sich durch den RCS-Steuerdüsen-Impuls eine Lötstelle löste und so einen Kurzschluss auf der CPU-Platine auslöste.
Columbia landete, nach 166 Orbits und 6,9 Millionen zurückgelegten Kilometern, am 8. Dezember 1983, um 15:47 Uhr PST, auf Landebahn 17 der Edwards Air Force Base. Kurz vor der Landung fingen zwei der drei Hilfstriebwerke Feuer, als sich durch ein Hydrazin-Leck freigesetzter Treibstoff an einer heißen Oberfläche entzündete. Die Landung verlief dennoch erfolgreich. Columbia wurde am 15. Dezember zurück zum Kennedy Space Center transportiert. Das Leck wurde erst entdeckt, nachdem das Feuer, welches erheblichen Schaden an diesem Teil des Orbiters angerichtet hatte, von selbst erloschen war.